# Kasteel van Méan

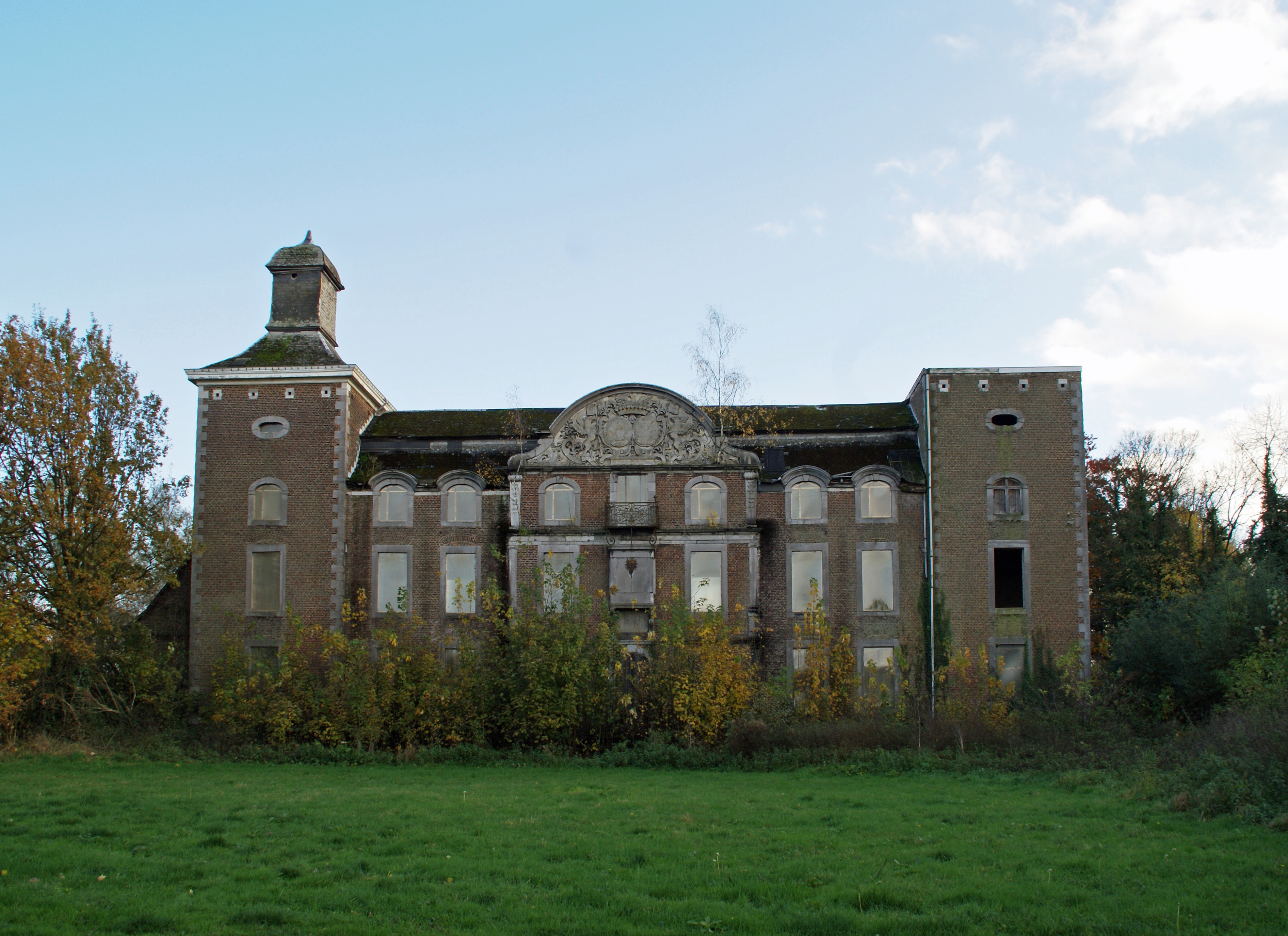
Kasteelboerderij van Méan

Het kasteel van Méan is een boerderij, gelegen in de tot de Belgische gemeente Blegny behorende plaats Saive, aan de Rue Cahorday 5.
Het tegenover het Kasteel van Bellaire-la-Motte gelegen bouwwerk is een bakstenen woongedeelte, waar in een fronton de wapenschilden van Charles de Méan en van Jeanne van der Heyden à Blisia zijn te zien, van 1660. Links hiervan is een vierkant torentje. Het identieke torentje aan de rechterzijde heeft geen spits dak meer. De andere vleugels, in U-vorm rond de binnenplaats gegroepeerd, zijn boerderijgebouwen. De westvleugel omvat een open schuurgedeelte.